# مارجريت مازنتيني
مارجريت مازنتيني (بالإيطالية: Margaret Mazzantini)‏ هي كاتبة سيناريو وكاتِبة وممثلة إيطالية، ولدت في 27 أكتوبر 1961 بدبلن في جمهورية أيرلندا. من الجوائز التي نالتها جائزة ستريجا.

## جوائز
- جائزة ستريجا

## وصلات خارجية
- مارجريت مازنتيني على موقع IMDb (الإنجليزية)
- مارجريت مازنتيني على موقع ألو سيني (الفرنسية)
- مارجريت مازنتيني على موقع أول موفي (الإنجليزية)
- مارجريت مازنتيني على موقع قاعدة بيانات الأفلام السويدية (السويدية)
- مارجريت مازنتيني على موقع قاعدة بيانات الفيلم (الإنجليزية)
- مارجريت مازنتيني على موقع كينوبويسك (الروسية)